# Уеска (провинция)
Уеска (на испански: Huesca) е провинция в Североизточна Испания, автономна област Арагон. Граничи с провинция Сарагоса на югозапад, с Франция на север и с автономните области Навара на северозапад и Каталония на изток. Разположена е на южния склон на Пиренеите, като на територията ѝ се намира най-високата им точка – връх Ането (3404 m). В провинция Уеска се намират последните селища, в които все още се говори арагонски език, а в източната ѝ част има и малки области, в които се говори каталонски.